# سنغافورة بوست
سنغافورة بوست المحدودة، يختصر عادة باسم سينج بوست، هي شركة الخدمة البريدية والبريد السريع في سنغافورة، أنشئت في عام 1819. وهي الشركة المرخص لها بالبريد العام في الدولة والتي تقدم خدمات بريدية محلية ودولية. تعد سينج بوست شركة فرعية مملوكة بالكامل لشركة اتصالات سنغافورة .
توفر الشركة خدمات جمع وتسليم البريد في جميع أنحاء سنغافورة. يتم إيداع الرسائل والطرود في صناديق البريد أو الطرود ويتم جمعها بكميات كبيرة من الشركات ، ثم يتم نقلها إلى مكاتب الفرز سينج بوست.
كما تقدم خدمات لوجستية في السوق المحلية وخدمات التوصيل العالمية. تقدم سينج بوست أيضًا منتجات وخدمات بما في ذلك الخدمات البريدية والوكالات والخدمات المالية من خلال مكاتب البريد التابعة لها ، والآلات ذاتية الخدمة (SAMs) و (vPOST) ، وبوابة الإنترنت الخاصة بها . يقع مقرها في بايا ليبار، سنغافورة.
اعتبارًا من عام 2020 ، تمتلك الشركة في سنغافورة 57 مكتب بريد ، ومكتب بريد واحد للخدمة الذاتية، و299 ماكينة آلية ذاتية الخدمة (SAMs)، و سام بلس ، وحوالي 40 وكالة بريدية، وأكثر من 800 بائع طوابع مرخص. هناك أيضًا 8،907 صندوق بريد مثبت في مواقع مختلفة في جميع أنحاء المدينة.

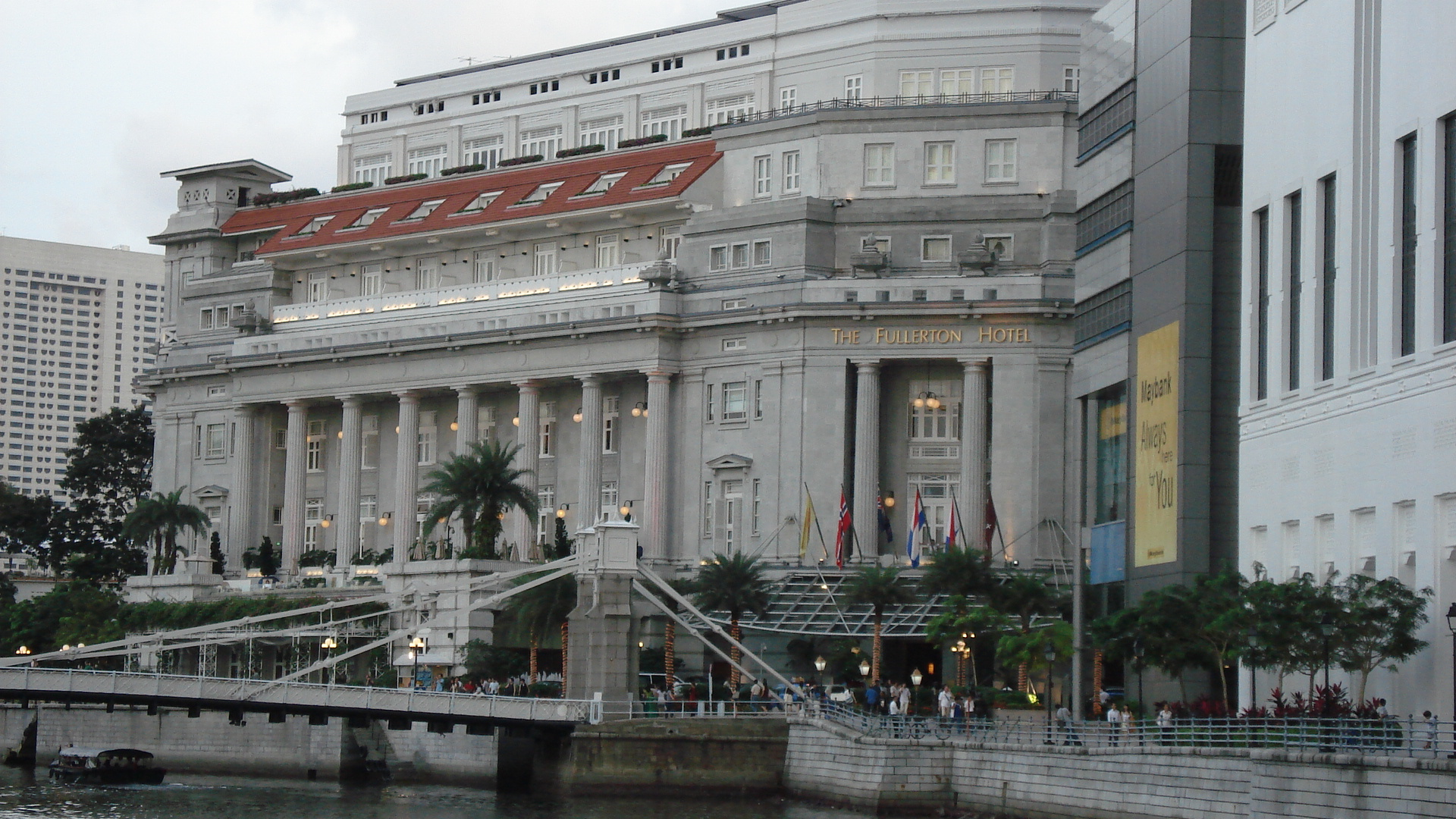
فندق فولرتون ، حصن فولرتون السابق حيث يوجد مكتب البريد العام

## روابط خارجية
- موقع سنغافورة الرسمي المحدود
- الموقع الرسمي لحلول Quantium Solutions
- سنغافورة محاكمة تسليم البريد بدون طيار